# Донавиа
Донавиа (юридическое название — АО «Донавиа») — российская авиакомпания, являвшаяся 100%-ным дочерним подразделением национального авиаперевозчика «Аэрофлот». Выполняла внутренние и международные авиарейсы из южных городов России, таких как Ростов-на-Дону, Краснодар и других под именем Аэрофлота. В настоящее время прекратила свою деятельность; сертификат эксплуатанта отозван.
Базовыми и одновременно узловыми аэропортами авиакомпании являлись аэропорты в Ростове-на-Дону, Краснодаре, Сочи и Минеральных Водах. Головной офис компании был расположен в Ростове-на-Дону. До 2009 года авиакомпания называлась Аэрофлот-Дон.

## История
Современная «Донавиа» — наследница ростовского объединённого авиаотряда «Аэрофлота», основанного 15 июня 1925 и ставшего впоследствии одним из его крупнейших подразделений. До войны география полетов ограничивалась в основном Москвой, Тифлисом, Баку и Харьковом. С приходом новой авиатехники открылись прямые рейсы в Грозный, Минеральные Воды, Орёл.
Как и в других подразделениях Аэрофлота по всей стране, лётчики ростовского авиаотряда принимали активное участие в Великой Отечественной войне. К концу войны 8 человек из авиаотряда стали Героями Советского Союза. Многие донские авиаторы были награждены боевыми орденами и медалями.
После войны пассажироперевозки стали стремительно расти, в связи с чем в 1963 на базе 77-го и 78-го лётных отрядов и заново отстроенного после войны ростовского аэропорта был создан Ростовский объединённый авиаотряд.
В 1981 начались регулярные рейсы за рубеж: из Сочи в Братиславу, Будапешт, Прагу. Позднее открылось множество рейсов на Ближний Восток и в Западную Европу.
Распад Советского Союза и последующий переход к рыночной экономике привел к реорганизации в 1993 Ростовского авиаотряда в акционерное общество «Донские авиалинии» («Донавиа») со стопроцентным частным капиталом.

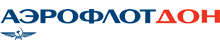
логотип авиакомпании "Аэрофлот-Дон"

Весной 2000 года ОАО «Донавиа» и ОАО «Аэрофлот — российские авиалинии» основали новую авиакомпанию «Аэрофлот-Дон». Альянс с национальным российским авиаперевозчиком помог ростовским авиаторам обновить парк воздушных судов, привлечь дополнительные инвестиции для развития сети маршрутов, информационной инфраструктуры и современных технологий управления.
В 2016 году компания была интегрирована в авиакомпанию «Россия» и в настоящее время осуществляет перевозки под её именем и руководством.

## Деятельность
«Донавиа» выполняла регулярные, а также чартерные рейсы в города России и зарубежные страны.
По итогам 12 месяцев 2014 года авиакомпания «Донавиа» перевезла 1
736,2 тыс. пассажиров, что на 28,3 % больше по сравнению с результатами
2013 года. Пассажирооборот в 2014 году составил 2 448,0 млн ПКМ, что на 22,3 % превосходит показатель этого же периода в 2013 году
«Донавиа» выполняла регулярные рейсы в следующие города: Москва, Санкт-Петербург, Сочи, Ставрополь, Минеральные Воды, Ереван, Ташкент, Стамбул, Тель-Авив, Лиссабон, Худжанд, Екатеринбург, Анталья, Краснодар, Симферополь, Калининград.
12 ноября 2016 года деятельность прекращена.

## Флот

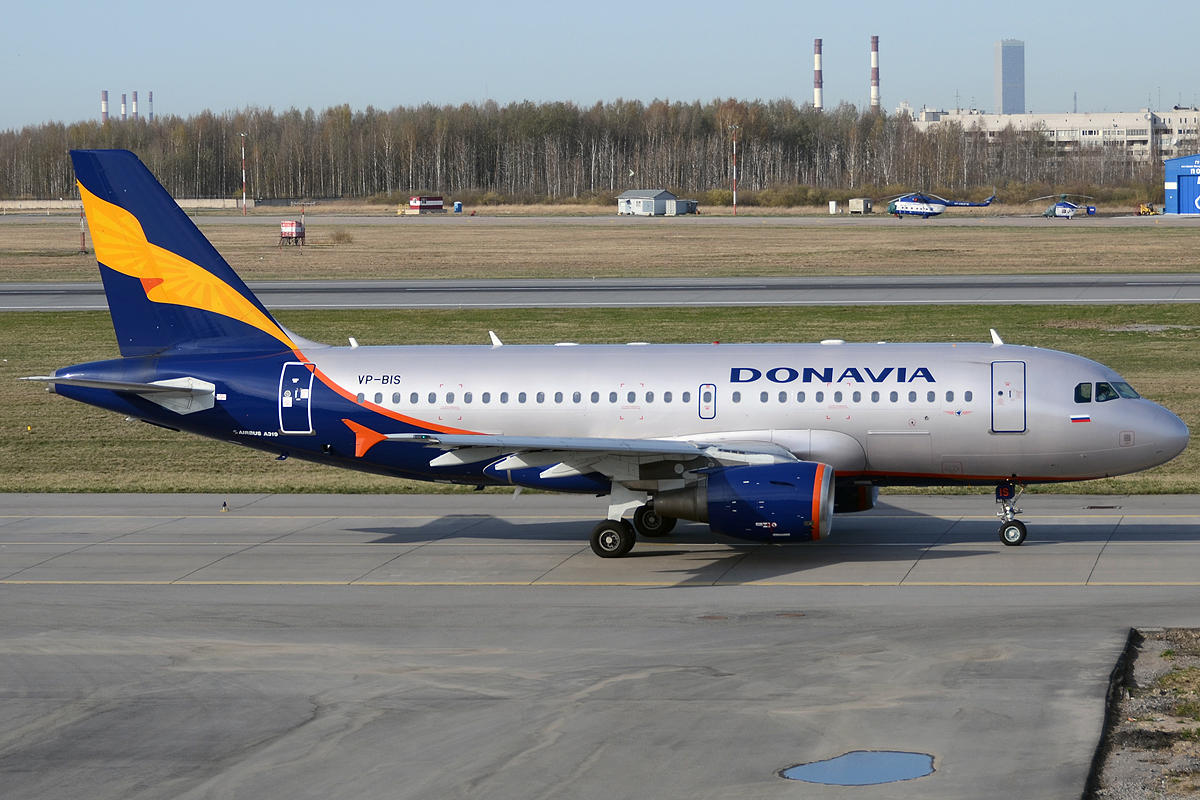
Airbus A319-100 в цветах Донавиа

На февраль 2015 года в эксплуатации у Донавиа находилось всего 10 самолётов модели Airbus A319. Средний возраст самолётного парка составлял примерно 10 лет:
| Тип ВС         | Год ввода | Год вывода | Примечания |
| -------------- | --------- | ---------- | ---------- |
| Ту-134А        | 1991      | 2009       |            |
| Ту-154Б-2      | 1991      | 2009       |            |
| Ту-154М        | 1993      | 2012       |            |
| Ан-24РВ        | 1992      | 2002       |            |
| Boeing 737-300 | 2006      | 2009       |            |
| Boeing 737-400 | 2006      | 2014       |            |
| Boeing 737-500 | 2005      | 2012       |            |